# Szombat esti láz (film)
A Szombat esti láz (eredeti cím: Saturday Night Fever) egy 1977-es kultuszfilm John Travolta főszereplésével, akit ez a film tett világhírűvé.

## Történet
Tony Manero a helyi diszkó táncos sztárja. Mindenki rajong a tizenkilenc éves srácért, aki utánozhatatlan csípőmozgásával bűvöli a lányokat. Hét közben az egyik festékboltban dolgozik, de szombat este leveti a munkaruhát, magára önti kedvenc parfümjét, csőnadrágot húz, és tánccipőjében a diszkó parkettjára lép. Ezzel kezdetét veszi a szombat esti láz. Stephanie is a szórakozóhelyre jár. Szeretne megfeledkezni a múltról, és igyekszik nagyvilági hölgyként viselkedni. Teljesen elbűvöli Tonyt, a srác fülig szerelmes lesz belé. Ketten együtt fantasztikus tánckettőst alkotnak.

## Szereplők
| Szerep                  | Színész           | Magyar hang                  |
| ----------------------- | ----------------- | ---------------------------- |
| Tony Manero             | John Travolta     | Kerekes József               |
| Stephanie Mangano       | Karen Lynn Gorney | Hegyi Barbara                |
| Bobby C.                | Barry Miller      | Bolba Tamás                  |
| Joey                    | Joseph Cali       | Szokol Péter                 |
| Annette                 | Donna Pescow      | Györgyi Anna                 |
| Frank Manero Jr.        | Martin Shakar     | Kautzky Armand               |
| Frank Manero, Sr.       | Val Bisoglio      | Makay Sándor                 |
| Double J.               | Paul Pape         | Lippai László                |
| Gus                     | Bruce Ornstein    | Görög László                 |
| Flo                     | Julie Bovasso     | Pásztor Erzsi                |
| Dan Fusco               | Sam Coppola       | Kránitz Lajos                |
| Nagymama                | Nina Hansen       | (nem szólal meg)             |
| Linda                   | Lisa Peluso       | Somlai Edina                 |
| Connie                  | Fran Drescher     | Kiss Erika                   |
| Jay Langhart            | Donald Gantry     | Hankó Attila                 |
| Becker                  | Robert Weil       | Uri István                   |
| Doreen                  | Denny Dillon      | ?                            |
| Pete                    | Bert Michaels     | ?                            |
| Vásárló a festékboltban | Robert Costanzo   | ?                            |
| Detektív                | William Andrews   | Balázsi Gyula                |
| DJ                      | Monti Rock III    | Sinkovits-Vitay András       |
| Vásárló a festékboltban | Robert Costanzo   | ?                            |
| Divatáru-kereskedő      | Murray Moston     | ?                            |
| Pizzás lány             | Ann Travolta      | ?                            |
| Hölgy a festékboltban   | Helen Travolta    | ?                            |
| Pultos                  | Ellen March       | ?                            |
| Lány a diszkóban        | Shelly Batt       | ?                            |
| Rossz partner           | Roy Cheverie      | ?                            |
| Táncosnő                | Adrienne King     | ?                            |
| Bandatag                | Alberto Vazquez   | ?                            |
| Lucille                 | –                 | Prókai Annamária             |
| Ismeretlen szereplők    | –                 | Schnell Ádám Várkonyi András |

## Díjak és jelölések
- BAFTA-díj (1979) – Legjobb filmzene jelölés
- Golden Globe-díj (1978) – Legjobb színész – zenés film és vígjáték kategória jelölés: John Travolta
- Golden Globe-díj (1978) – Legjobb filmzene jelölés
- Golden Globe-díj (1978) – Legjobb film – zenés film és vígjáték kategória jelölés
- Oscar-díj (1978) – Legjobb férfi alakítás jelölés: John Travolta

## Filmzene
1. Bee Gees – Staying Alive
2. Bee Gees – Night Fever
3. Walter Murphy – A Fifth Of Beethoven
4. The Trammps – Disco Inferno
5. Salsation
6. Yvonne Elliman – If I Can't Have You
7. KC & The Sunshine Band – Boogie Shoes
8. Manhattan Skyline
9. Bee Gees – More Than a Woman
10. Bee Gees – How Deep Is Your Love
11. Bee Gees – You Should Be Dancing
12. Night On Disco Mountain
13. Kool & The Gang – Open Sesame
14. M.F.S.B. – K-Jee
15. Tavares – More Than A Woman
16. Rick Dees – Dr. Disco
17. Rick Dees – Disco Duck
18. Barracuda Hangout
19. Ralph MacDonald – Calypso Breakdown
20. Bee Gees – Jive Talkin’
21. Toto – Lowdown

## Érdekességek
- John Travolta húga, Ann Travolta a pizzériában pultosként jelenik meg. Édesanyja, Helen Travolta pedig a festékboltban mint vevő tűnik fel.
- A forgatást gyakran le kellett állítani, mert New York City utcáin a tizenéves rajongó lányok sikításban törtek ki, amikor meglátták Travoltát.
- A "maneiro" egy széles körben használt szó Rio de Janeiróban, jelentése "cool", azaz menő. Ebből a szóból kapta a nevét Tony Manero karaktere.
- Fran Drescher később bevallotta, hogy nem volt rajta alsónemű, amikor a Tony-val közös szólótáncot forgatták.
- A film reklámkampányát Allan Carr tervezte. Ez annyira jól sikerült, hogy a producer, Robert Stigwood megkérte, hogy a következő filmjében, a Greaseben (1978) is dolgozzanak együtt.
- John Travolta fehér poliészter ruháját 145 000 dollárért árverezték el, amit a film kritikusa Gene Siskel vásárolt meg.
- Travolta a film kedvéért napi két mérföldet futott és napi három órát táncolt.
- A forgatást egy rövid időre le kellett állítani, hogy Travolta részt vehessen barátnője Diana Hyland temetésén.
- Bobby autója egy 1964-es Chevy Impala.
- A filmzene album több mint 20 millió példányban kelt el, és addig ez volt a legtöbbet eladott album, amíg hat évvel később Michael Jackson Thriller-je meg nem előzte.
- A jelenetben, ahol Fran Drescher, John Travolta fenekére teszi a kezét, nem volt benne az eredeti forgatókönyvben.
- Ez volt az egyik legelső film, amely a Garrett Brown által feltalált fényképezőgép-stabilizáló berendezést használt.
- Az eredeti, vágatlan verzió, a mintegy kilenc percnyi különbség több különböző hosszúságú jelenetrészletből adódik össze, amelyeket korhatár-megfontolások alapján a külföldi forgalmazó távolított el a filmből. Ezek jó része dialógusokat is tartalmaz, az 1991-ben készült magyar szinkront a filmnek ehhez a jelentősen vágott változatához igazították. Az abból kimaradt részleteket magyar felirattal mutatták be a televízióban.